# Бреда Пергар
Бреда Пергар (Марибор 22. фебруар 1953 — Бјелопоље, Кореница 27. април 1989) бивши је југословенска и словеначка атлетичарка, чија је специјалност било трчање на средњим пругама у дисциолинама 1.500 м и 3.000 метара. Био је члан АК ТАК Марибор и АК Црвена звезда из Београда.
Од значајнијих такмичења учествовала је Летњим олимпијским играма 1980. у Москви. Такмичила се у трци на 1.500 метара у другој групи квалификација заузела осмо место резултатом 4:13,2 што није било довољно за пласман у финале.
Највећи успех постигла је на Универзијади 1981. у Букурешту, освајањем златне медаље у најинтересантнијој трци целог такмичења. У последњи круг совјетска такмичарка Валентина Иљињук ушла је са стотињак метара предноси другпласиране Румунке Марије Раду и треће Бредер Пергар. Уласком у последњи круг Пергарова је нагло појачала и брзо прстигла Румунку и крениула у потеру за Рускињом која је трчала све теже. У последњих 150 метара Рускиња је посустала и повремено ходала, а Бергерова још више убрзала и два метра пре циља је престигла. Резултат који је постигла 8:53,78 био је рекорд Универзијаде и национални рекод Југославији, који је и данас 37 година касније рекорд Србије.
Настрадала је у саобраћајној несрећи у Лици код Коренице 29. априла 1989. у 36 години.